# 64 Ōzumō
64 Ōzumō (64大相撲? 64 Professional Sumo Wrestling) è una simulazione di sumo per il Nintendo 64, pubblicato solamente in Giappone nel 1997. Ha ottenuto generalmente voti mediocri dalla critica: ad esempio, GameSpot gli ha conferito una valutazione molto bassa (3.9 su 10). Il gioco simula vari aspetti che un lottatore di sumo deve seguire, come diete e allenamenti. La grafica fu considerata "mediocre al massimo" e il gioco stesso era totalmente in lingua giapponese. Nonostante ciò, uscì un seguito, 64 Ōzumō 2.